# AMC Hornet
El AMC Hornet era un automóvil compacto que fue fabricado y comercializado por la American Motors Corporation (AMC) en una sola generación de modelos entre los años 1970 y 1977. Reemplazó al compacto Rambler American, que marcó el final de los modelos con la marca Rambler tanto en los Estados Unidos de América como en Canadá. El Hornet también se comercializó en los mercados extranjeros, y se fabricó mediante el ensamblaje de kits desmontados gracias a acuerdos de licencia con AMC, que incluían a las compañías Vehículos Automotores Mexicanos (VAM), Australian Motor Industries (AMI), Automóvil de Francia en Venezuela y Toyota S.A. Ltd en Sudáfrica.
Se convirtió en un vehículo importante para la AMC, y la plataforma sirvió a la compañía en una forma u otra durante dieciocho años, hasta 1988. Duró más que todas las demás plataformas compactas de la competencia, que incluía a los Chevrolet Nova, Ford Maverick y Valiant. El Hornet fue también la base de los modelos Gremlin, Concord y Spirit de AMC; y del innovador vehículo con tracción a las cuatro ruedas AMC Eagle.
El AMC Hornet sirvió como una plataforma experimental para el ensayo de combustibles alternativos y otras tecnologías de la industria automotriz. También participaron en varios eventos de deportes de motor con un poco de apoyo empresarial. Una versión especial con portón trasero protagonizaba un arriesgado salto entre los dos estribos de un elevado puente de madera roto en El hombre de la pistola de oro, una película de James Bond lanzada en 1974.

## Origen del nombre

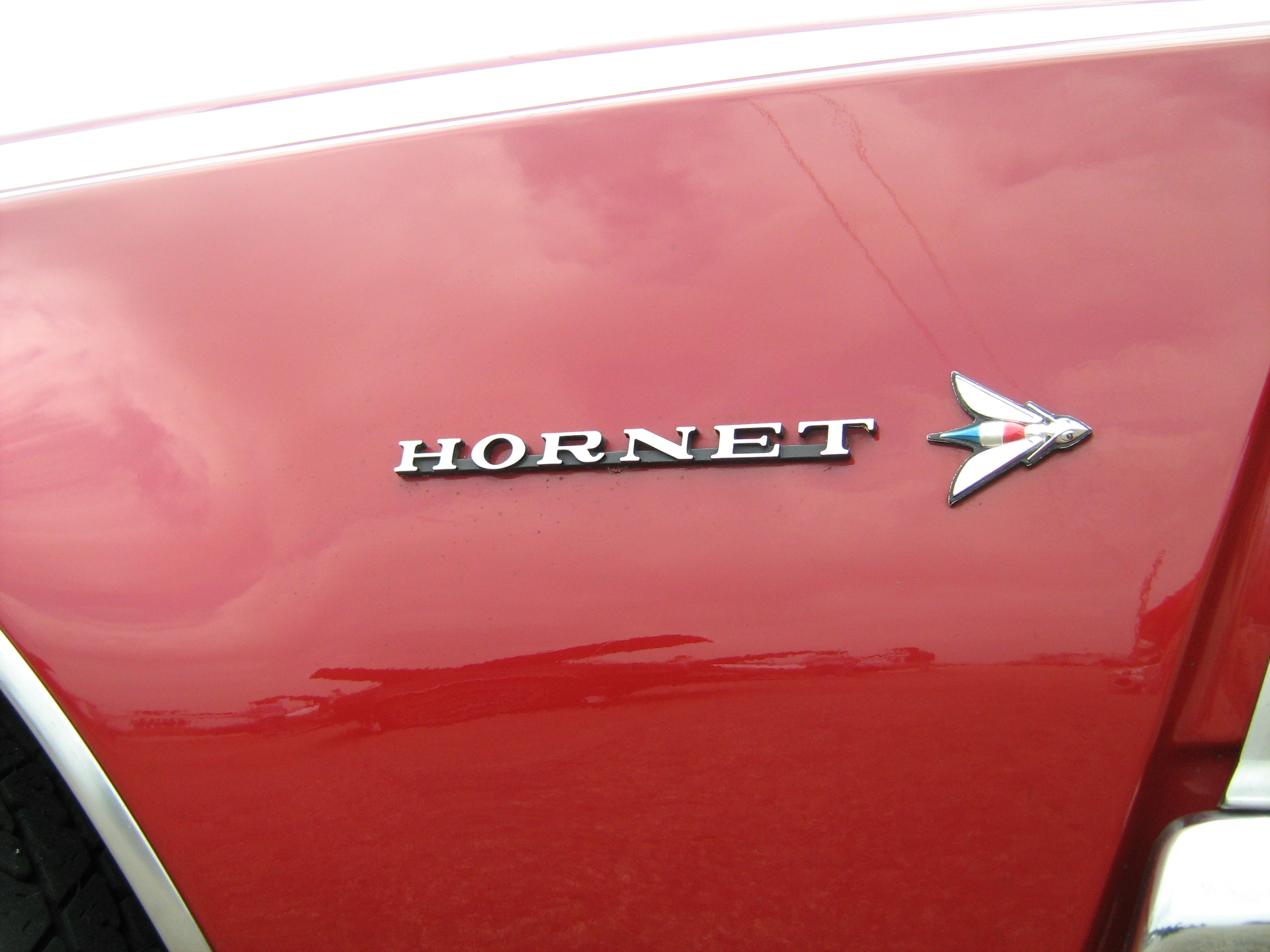
AMC Hornet SC360 de 1971

La placa de identificación "Hornet" se remonta a mediados de la década de 1950. El nombre proviene de la fusión de Hudson Motor Car Company y Nash-Kelvinator Corporation en 1954. Hudson introdujo el primer Hudson Hornet en 1951. El fabricante de automóviles formó un equipo de carreras de automóviles centrado en el coche, y el "Fabulous Hudson Hornet" pronto se hizo famoso por sus victorias y series de títulos de stock cars entre 1951 y 1954 (incluso se le rindió un homenaje en la película Cars de los estudios Disney). American Motors, la empresa resultante de la fusión de Nash y Hudson, continuó produciendo los Nash-Hornet base, que fueron vendidos bajo la marca Hudson desde 1955 a 1957. El fabricante de automóviles retuvo los derechos del nombre mientras permanecía en estado latente desde 1958 hasta 1969. Los derechos de la placa de identificación "Hornet" pasó a continuación a Chrysler cuando adquirió AMC en 1987.

## Historia

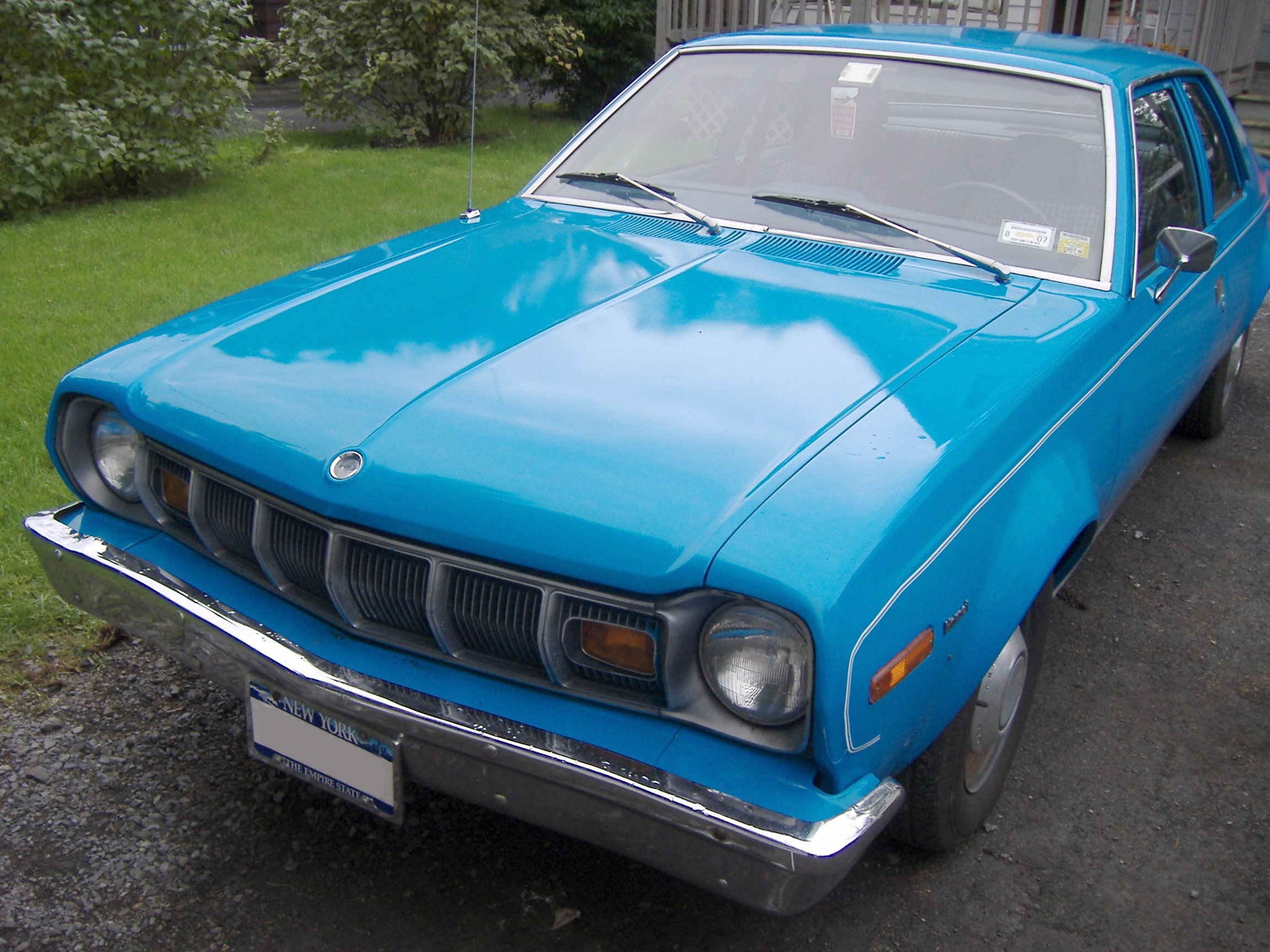
AMC Hornet Sedán de 2 puertas de 1975

Con el inicio de la década de 1970 comenzó a gestarse la crisis del petróleo de 1973. Pronto los mastodónticos automóviles de las grandes compañías se vuelven muy difíciles de mantener frente a la escasez y encarecimiento de los combustibles. AMC entraría en su etapa de oro, que resultaría ser a la postre el canto del cisne de la compañía.
Es una era de vehículos medianos y pequeños. El Hornet era una pequeña maravilla que disponía de una considerable potencia y que se fabricaría hasta 1974. Sin embargo, mientras esta clase de vehículos se vendía muy bien, AMC se embarcaba a su vez en crear coches de lujo, proyectos que, en su momento, le habían salido muy bien, pero que ahora resultaban excesivamente costosos.
El estilo del Hornet se basó en prototipos de exhibición como los AMC Cavalier y Vixen. El Hornet, así como el Ford Maverick, se consideraron una respuesta de los fabricantes de automóviles de Estados Unidos para plantar cara a las cada vez más masivas importaciones de vehículos.
El desarrollo del nuevo modelo se prolongó durante tres años, requirió un millón de horas hombre y le costó a AMC 40 millones de dólares. El Hornet era un diseño totalmente nuevo, y no compartía ninguno de los elementos principales de la carrocería, pero sí algunos de los chasis y trenes motrices del Rambler American. Adaptó una nueva suspensión mejorada para reducir el cabeceo en las frenadas, y desarrolló componentes más ligeros para la nueva plataforma de tamaño compacto.
Introducido en 1969 para el año modelo 1970, el Hornet fue el primer coche en una línea de nuevos modelos que AMC introduciría en los siguientes tres años y se estableció en el tono de lo que el diseñador Richard A. Teague y el director ejecutivo Roy D. Chapin, Jr. tuvieron en cuenta para la compañía durante la década de 1970. El Hornet marcó el regreso de AMC a su función original como un vendedor de "nicho" especializado en coches pequeños; y se convirtió en uno de los modelos de la compañía mejor vendidos.
Su precio original era de apenas 1.994 dólares para el modelo base. El Hornet era un coche económico para una pequeña familia, aunque introdujo algunos rasgos de los diseños del popular Ford Mustang, del Chevrolet Camaro y del propio AMC Javelin, disponiendo de un largo capó, un maletero corto y un aspecto deportivo. Con una distancia entre ejes de 108 plg (2743 milímetros), el Hornet era 2 pulgadas (5,1 cm) más largo que su predecesor, el Rambler American. Esta plataforma se utilizó en un otros modelos de la marca (entre ellos, el AMC Eagle de cuatro ruedas motrices) y fue producida hasta 1988. El Hornet estuvo inicialmente disponible con dos motores: un seis cilndros de 3.8 L (232 plgs³); y un V8 de 5.0 L (304 plgs³).
El Hornet se ofreció en versiones de dos y cuatro puertas sedán de tres volúmenes en su año de introducción. El estilo hardtop (sin pilar "B") de la carrocería cupé del Rambler American no se continuó a partir de 1969. Pero en 1971 se agregó una variante familiar de cuatro puertas llamada "Sportabout". También para 1971, se añadió el modelo SC/360, que estaba equipado con un V8 de 5.9 L (360 plgs³), que solo estaba disponible como un sedán de dos puertas. Para 1973 se añadió un cupé hatchback semi-fastback con los asientos traseros plegables.
AMC utilizó el Hornet como base para el Gremlin, que básicamente consistía en la mitad delantera del Hornet de dos puertas y una sección trasera truncada con una ventana.
En 1973 la versión familiar del Hornet tuvo dos versiones, con un paquete de opciones de lujo creado por el diseñador de moda italiano Dr. Aldo Gucci. Este modelo es notable por ser uno de los primeros coches americanos en ofrecer un nivel de equipamiento "de diseño".
El AMC Hornet fue también el primer automóvil estadounidense que contaba con puertas de estructura reforzada para proteger a los ocupantes en caso de un impacto lateral. La ventana trasera del Hornet de 1973 fue el primer diseño hatchback compacto producido en EE. UU., introducido un año antes que el Ford Mustang de 1974 y las versiones hatchback del Chevrolet Nova.
El Hornet dejó de producirse después de 1977 y se transformó en una nueva línea de "lujo compacto" de la compañía: el AMC Concord. También sirvió como base de un turismo innovador con tracción cuatro ruedas: el AMC Eagle, introducido en 1979.

## Años del AMC Hornet

### Hornet (1970)

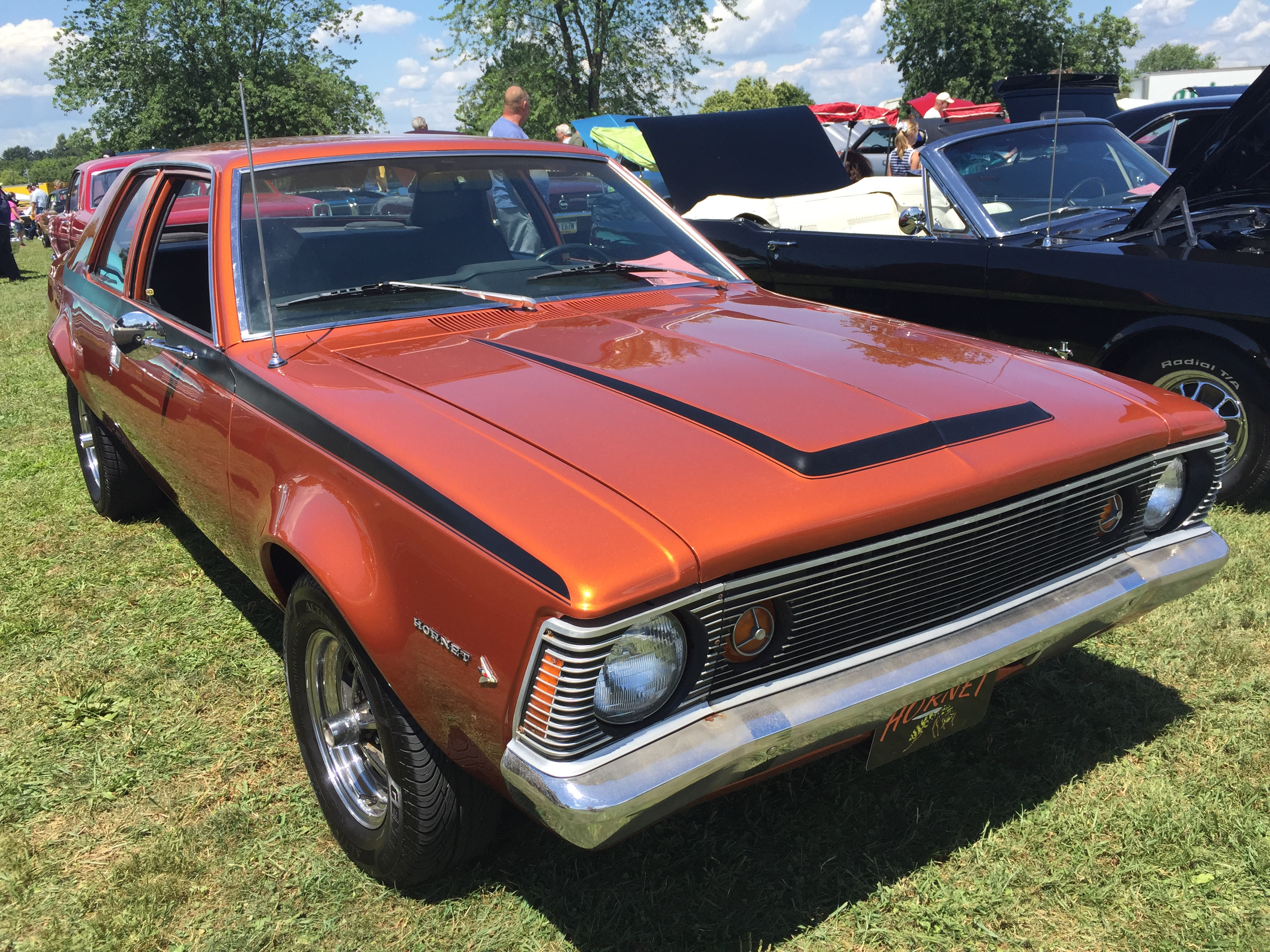
Modelo base del AMC Hornet Sedán de 2 puertas de 1970, mostrado en Mancugie en 2015

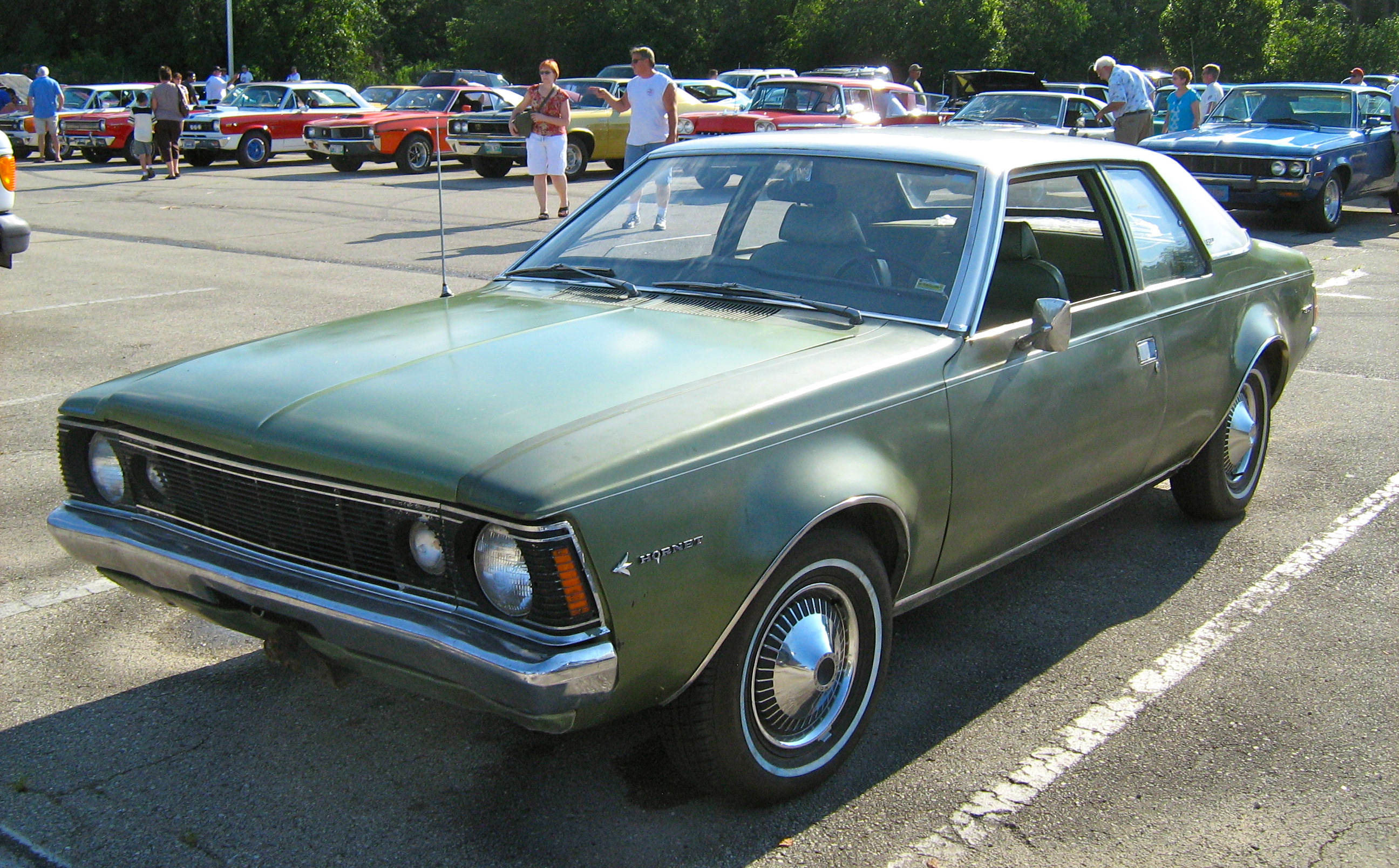
AMC Hornet SST 2 puertas de 1970

Introducidos en septiembre de 1969, los primeros Hornet del año fueron versiones de "base" de los modelos SST y de los sedanes de 2 y 4 puertas. Se adoptó el motor de seis cilindros en línea de 3.3 L (199 plgs³), adoptado como estándar en los modelos base; y el motor de 3.8 L (232 plgs³), estándar en la versión SST. El motor V8 de 5,0 L (304 plgs³) era opcional.
Su lanzamiento fue recogido en 1970 por la revista Popular Science con el titular: "El Rambler está muerto - ¡Larga vida al Hornet!". Los autores no solo compararon al nuevo Hornet con el saliente Rambler American, sino también con su competencia, el Ford Maverick, y encontraron que el Hornet era mejor modelo que el de Ford en varios factores importantes para los consumidores, así como "ciertamente superior en cuanto al consumo de combustible", respecto a su marcha, en el manejo y en su rendimiento.
Popular Mechanics hizo una prueba de carretera de un modelo de acero inoxidable con motor V8 y transmisión automática, resume los hallazgos en subtítulo del artículo: "Que tiene un montón de cosas buenas en un no muy pequeño paquete".
La revista también llevó a cabo una prueba de carretera de cuatro de los coches estadounidenses de menor precio (AMC Hornet, Ford Maverick, Plymouth Duster y Chevrolet Nova), y sus informes señalaban que el Hornet de 1970 ofrecía más espacio interior y una excelente visibilidad en todas las direcciones, logrando también la mayor economía de combustible y los autores llegaron a la conclusión de que era el "coche familiar más práctico; con un valor mejor que cualquiera de los otros".

### Hornet (1971)

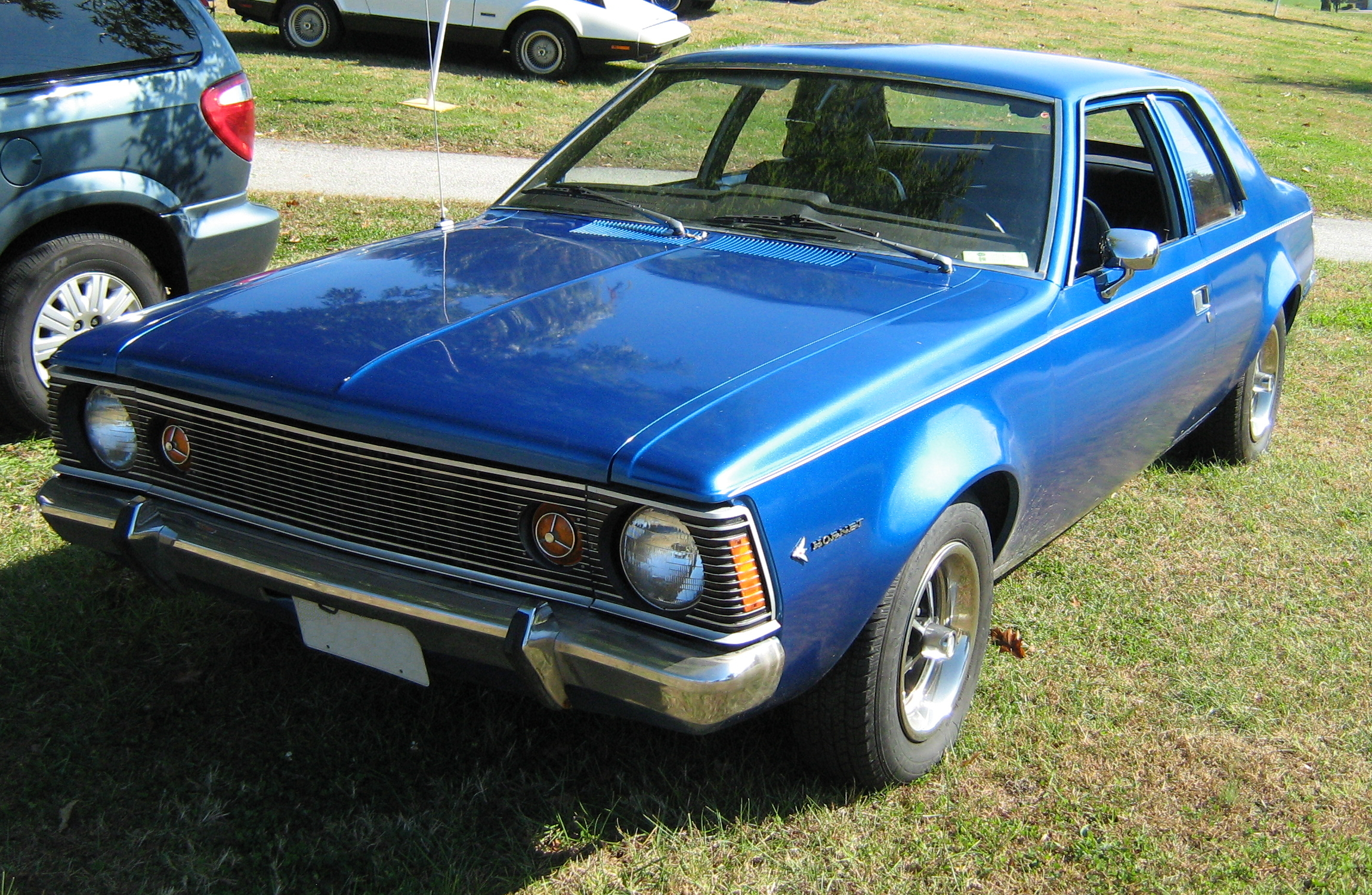
AMC Hornet Sedán de 2 puertas de 1971

En el modelo del año 1971 fue la introducción del Sportabout, un coche de 4 puertas usando un único diseño de ventana en el lugar de la puerta trasera tradicional. Los de 2 y 4 puertas sedán eran los remanentes. El motor de 6 cilindros de 3.8 L (232 plgs³) era ahora de serie en toda la gama.
Una campaña de promoción comercial en la primavera presentaba un nuevo techo solar en los Hornet especialmente equipados, así como en el Gremlin. El techo corredizo formaba parte de un paquete que incluía neumáticos de banda blanca, cubiertas de rueda a medida, y pintura con rayas o franjas de rally.

#### SC/360

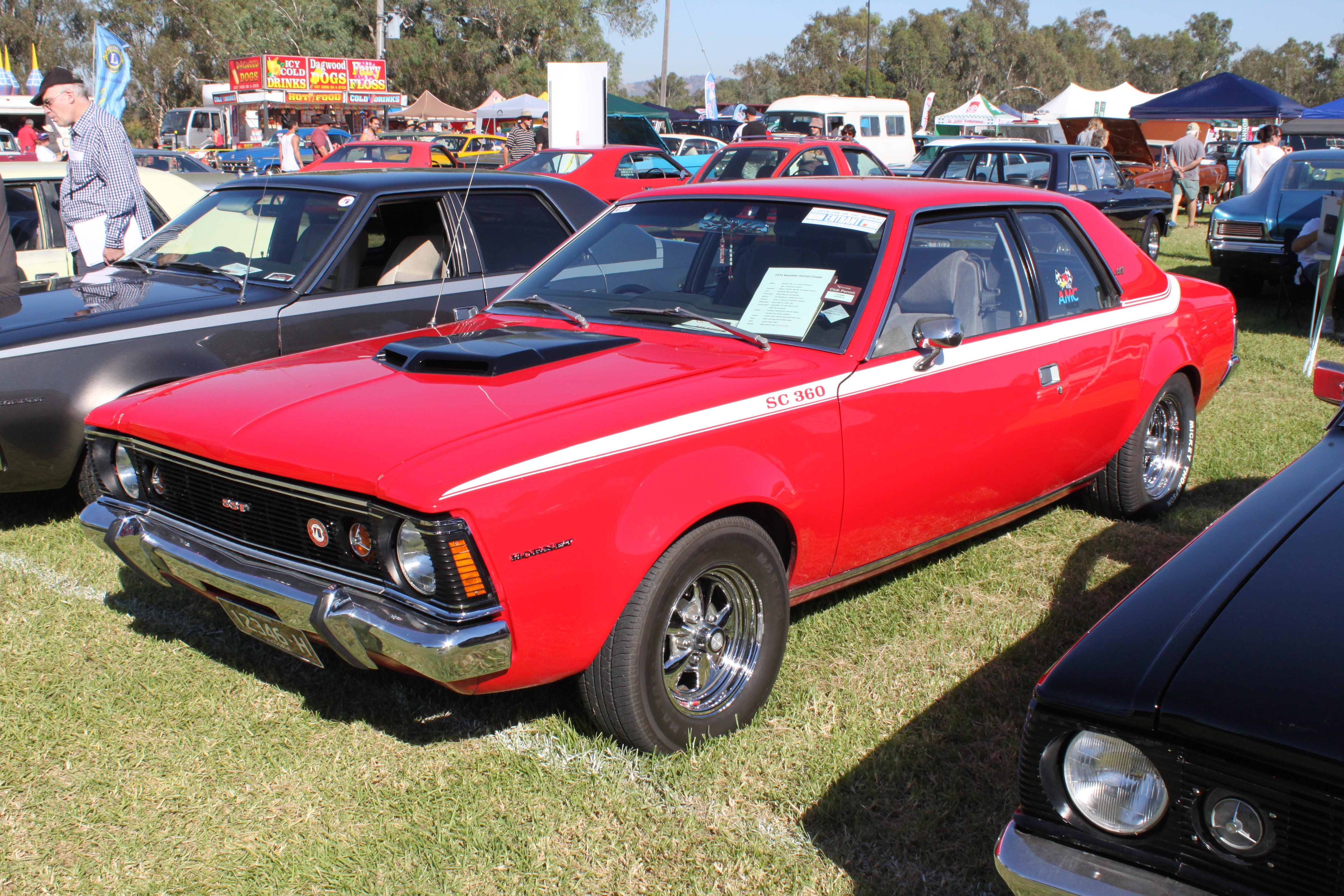
AMC Hornet SST SC360 de 1971

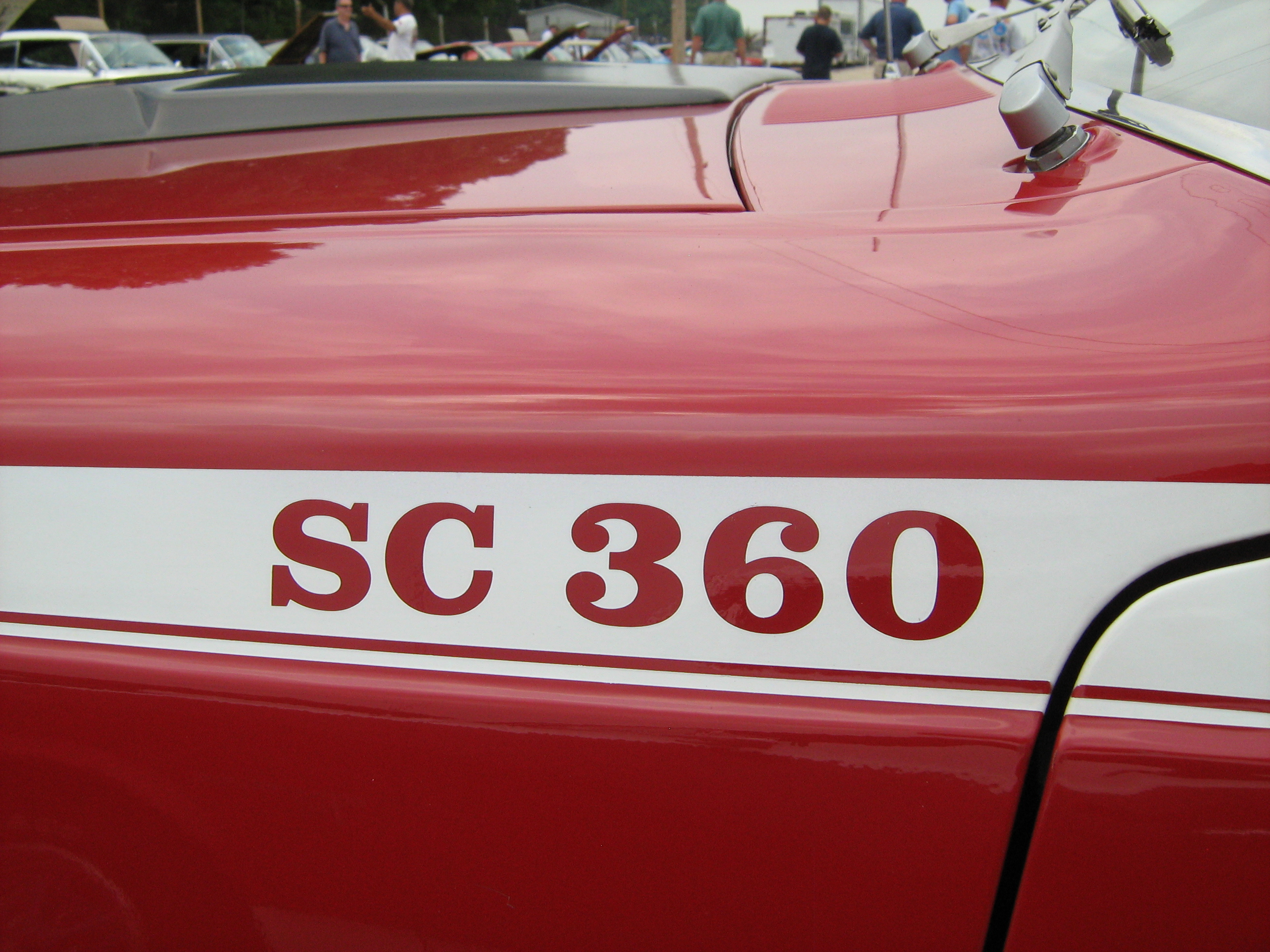
AMC Hornet SC360 de 1971

Una adición notable fue la versión SC360: un 2 puertas que fue concebido como continuación del Rambler SC de 1969. Desarrollado con un V8 AMC de 5.9 L (360 plgs³), el SC se distinguía por sus ruedas de diseño especial, toma de aire, las bandas que adornaban la carrocería y por otras mejoras de rendimiento y apariencia. En forma estándar, con un carburador de doble cuerpo, el 360 producía 245 HP (183 kilovatios) (brutos) y tenía un precio de solo 2.663 dólares (alrededor de 40 dólares por debajo del Plymouth Duster 340 de 1971). Con la incorporación de un carburador de cuatro cuerpos y toma de aire "RAM", la potencia del SC se incrementaba a 285 HP (213 kilovatios). Opcional en lugar de la transmisión de tres velocidades estándar, fue una de cuatro velocidades Hurst-GM Borg-Warner de Super T10, o una transmisión automática. También contaba con neumáticos Goodyear, sistemas mecánicos reforzados y un diferencial de deslizamiento limitado Spicer "Twin-Grip".
Aunque el SC/360 no podía competir con los grandes muscle car, sin embargo SC combinaba una aceleración respetable (0 a 60 mph (97 kilómetros por hora) en 6.7 segundos y de 14.9 segundos en el 1/4 de milla (402 m) con una punta de 95 mph (153 kilómetros por hora). Debido a su eficaz suspensión, a sus neumáticos grandes y a su modesto tamaño, la revista Motor Trend lo describió como "simplemente como un coche normal para conducir, pero que se maneja como un sueño."
American Motors había previsto originalmente construir unos 10.000 coches, pero las altas primas de seguro lastraron las ventas del SC/360, y solo se fabricaron 784 unidades aquel año.

### Hornet (1972)

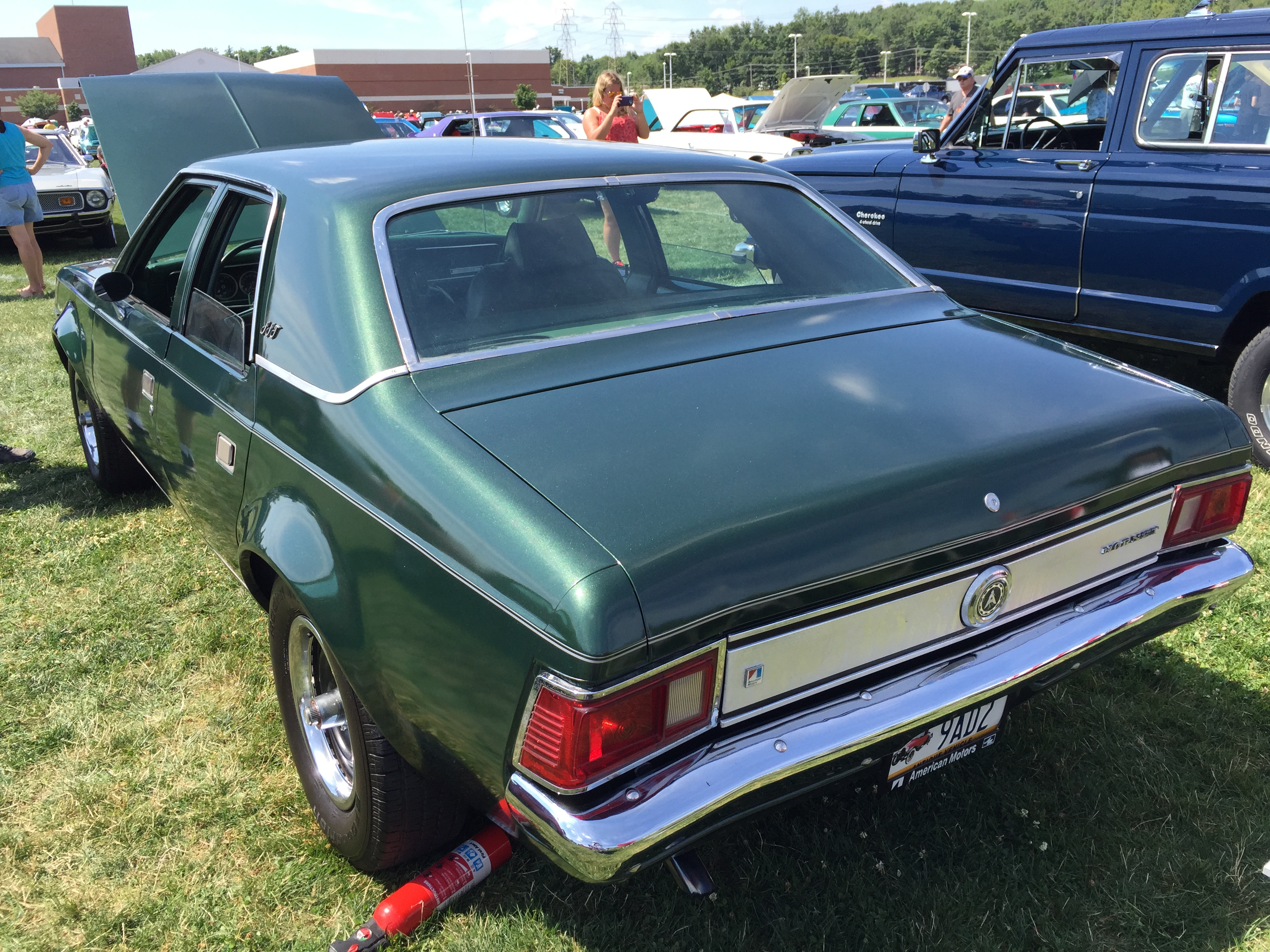
AMC Hornet SST Sedán de 1972

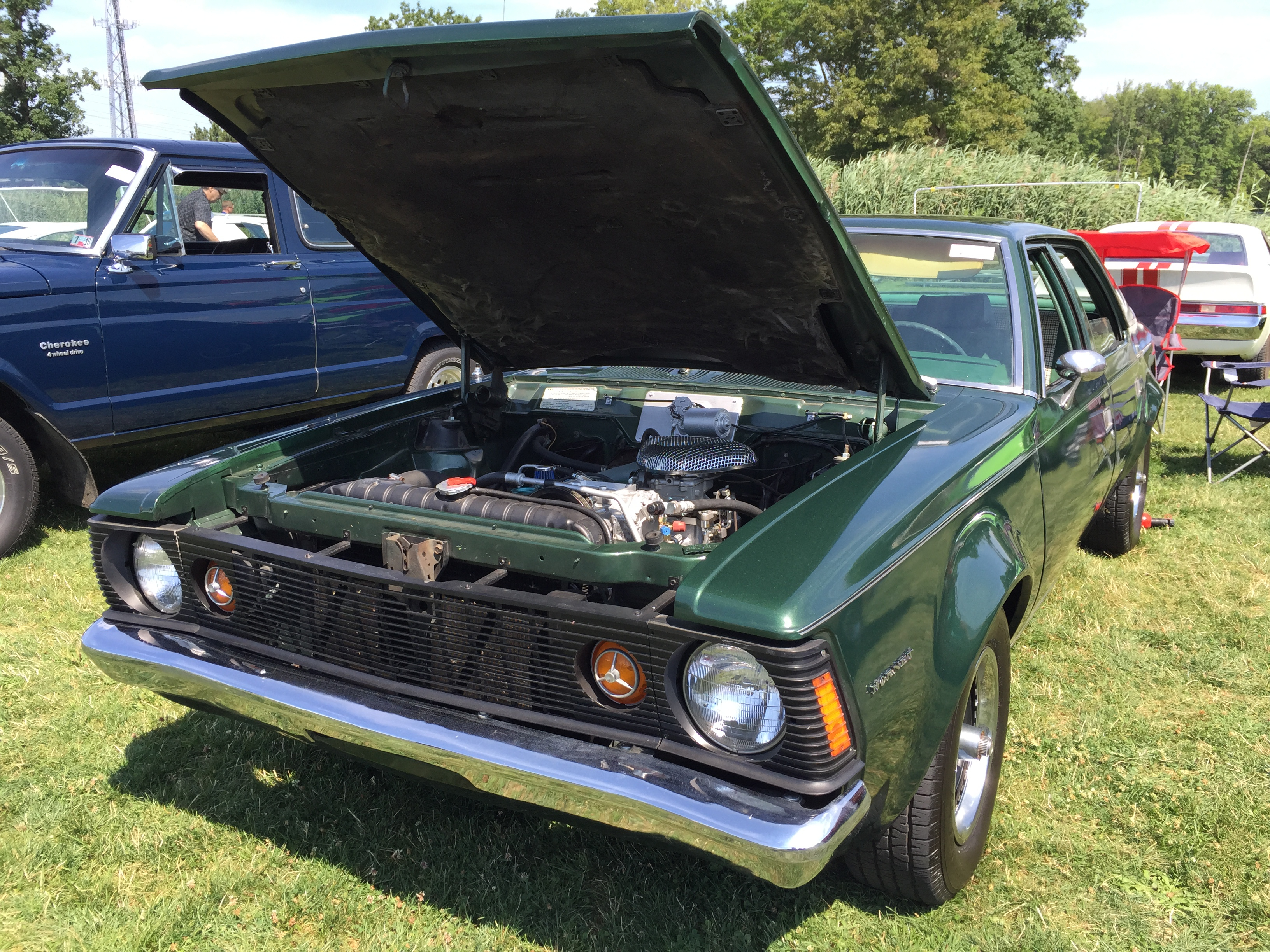
AMC Hornet SST Sedán de 1972

En 1972 American Motors estableció un nuevo enfoque en la calidad: El "Plan de Protección del comprador", fue el primero en la industria de 12 meses ó 12 000 mi (19 312 kilómetros); y comprendía todo el vehículo: de parachoques a parachoques. Este innovador Plan de Protección del comprador incluía numerosas mejoras mecánicas para aumentar la durabilidad y la calidad del producto.
El Hornet 1972 fue promovido por la empresa como un compacto "duro". American Motors Corporation se comprometió a reparar cualquier anomalía presente en el coche (exceptuando los neumáticos). A los propietarios se les proporcionó un número de contacto telefónico gratuito y un vehículo prestado mientras duraba la reparación, sin costo alguno.
Para consolidar la oferta de productos de AMC, reducir los costos de producción y ofrecer un valor más a los consumidores, se rediseñaron todos los modelos base para 1972, ampliándose las opciones estándar. La versión SST pasó a ofrecer más elementos estándar que el modelo base del año anterior más o menos al mismo precio. Los Hornet pasaron a disponer de elementos de confort y conveniencia que la mayoría de los consumidores esperaban.
Otros cambios incluyeron dejar de producir el SC/360, pero la versión con carburador de dos cuerpos de los motores de 5.9 L (360 plgs³) se mantuvo opcional, además de los motores V8 de 5.0 L (304 plgs³). Para aquellos que deseaban un mayor rendimiento, el carburador de cuatro cuerpos era una opción en el V8 360. Las transmisiones automáticas eran ahora unidades producidas por Chrysler, en lugar de las 'ShiftCommand' fabricadas por Borg-Warner, siendo rebautizadas con el nombre de "TorqueCommand".
Lo nuevo para 1972 era el Paquete "X", que trató de repetir el éxito del Gremlin de 1971. La tapicería del Hornet X era opcional en las versiones de dos puertas y en el Sportabout, añadiendo llantas de acero ranuradas, rayas laterales de estilo rally y volante deportivo. También se introdujo un paquete de "Rallye" orientado al rendimiento, que entre otros elementos incluía rayas especiales en partes inferiores de la carrocería, asientos envolventes, mejoras mecánicas, frenos de disco y una dirección manual de relación más directa.

#### Gucci Sportabout

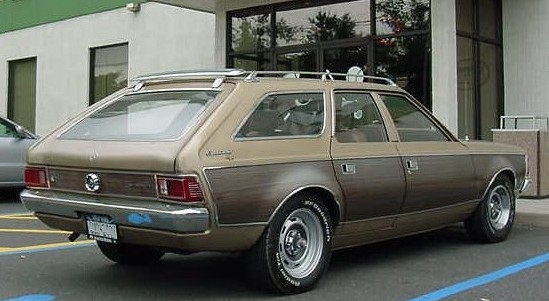
AMC Hornet Sportabout de 1972

El Hornet de 1972 fue notable por ser uno de los primeros coches americanos en ofrecer un paquete especial de detalles de lujo creado por un diseñador de moda.
El modelo recibió el nombre del diseñador de moda italiano Dr. Aldo Gucci. Este paquete solo se ofrecía en el Sportabout, e incluía telas de tapicería de color beige especiales en los asientos con almohadillas gruesas y los paneles interiores de las puertas (con rayas rojas y verdes), junto con los emblemas de Gucci y una selección de cuatro colores exteriores: blanco nieve; verde cazador; verde saltamontes; y Yuca Tan. El modelo de Gucci demostró ser un éxito, con 2.583 unidades del Sportabout equipadas con tales paquetes producidas en 1972 (y más de 2.252 en 1973).
AMC también produjo un Sportabout para el uso personal de Gucci. El coche estaba propulsado por un motor V8 de 5.0 L y tenía una transmisión automática de tres velocidades. En el interior, los paneles de las puertas eran de cuero, al igual que el compartimento de carga y los apoyabrazos de la parte delantera y el apoyo trasero abatible central. Las puertas y los asientos envolventes de diseño personalizado, recibieron inserciones de rayas rojas y verdes. Al panel de instrumentos se le dio una ubicación céntrica, e incorporaba un tablero-escritorio extraíble que venía acompañado de una pluma de bambú y de plata. Una luz para lectura de mapas en el extremo de un brazo flexible se extendía desde el lado derecho del tablero. A la izquierda llevaba un espejo de aumento, también montado sobre un vástago flexible. El respaldo de los asientos delanteros se abatía. El situado en el lado del acompañante servía como mesa y el compartimiento oculto detrás del conductor tenía un gabinete de licor en miniatura, con todo decorado con franjas de esmalte rojo y verde.
American Motors siguió esta tendencia en años sucesivos con el Javelin Cardin en 1973 y con el Matador Oleg Cassini en 1974, pero no hubo nuevas versiones de diseño de la firma después de aquellos. Este concepto inspiró a otros fabricantes de automóviles, como en el caso de la marca de lujo de Ford, Lincoln en 1976, que ofreció paquetes concebidos por otros famosos diseñadores de moda.

### Hornet (1973)

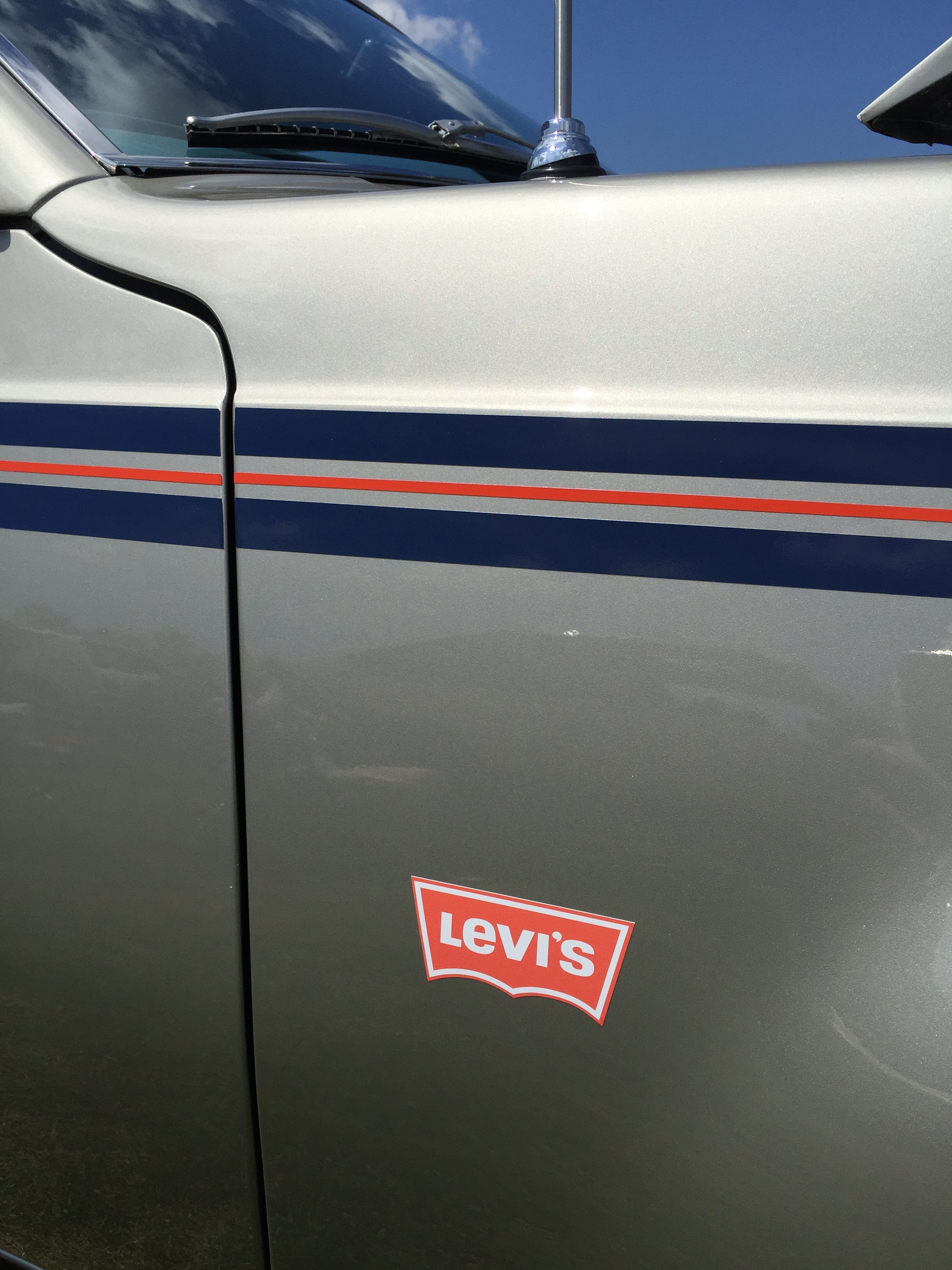
AMC Hornet X con la opción diseñada por Levis de 1973

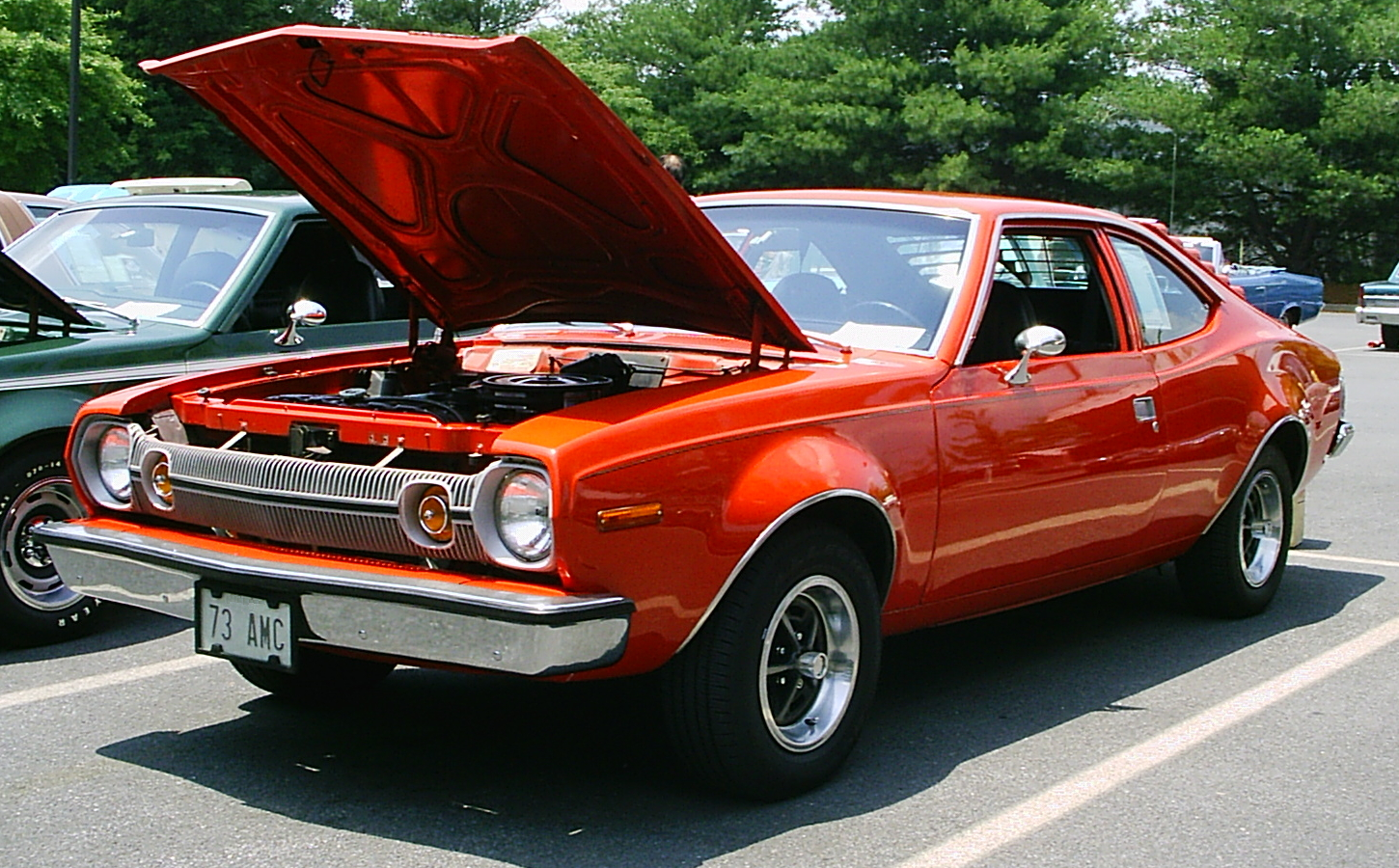
AMC Hornet hatchback V8 de 1973

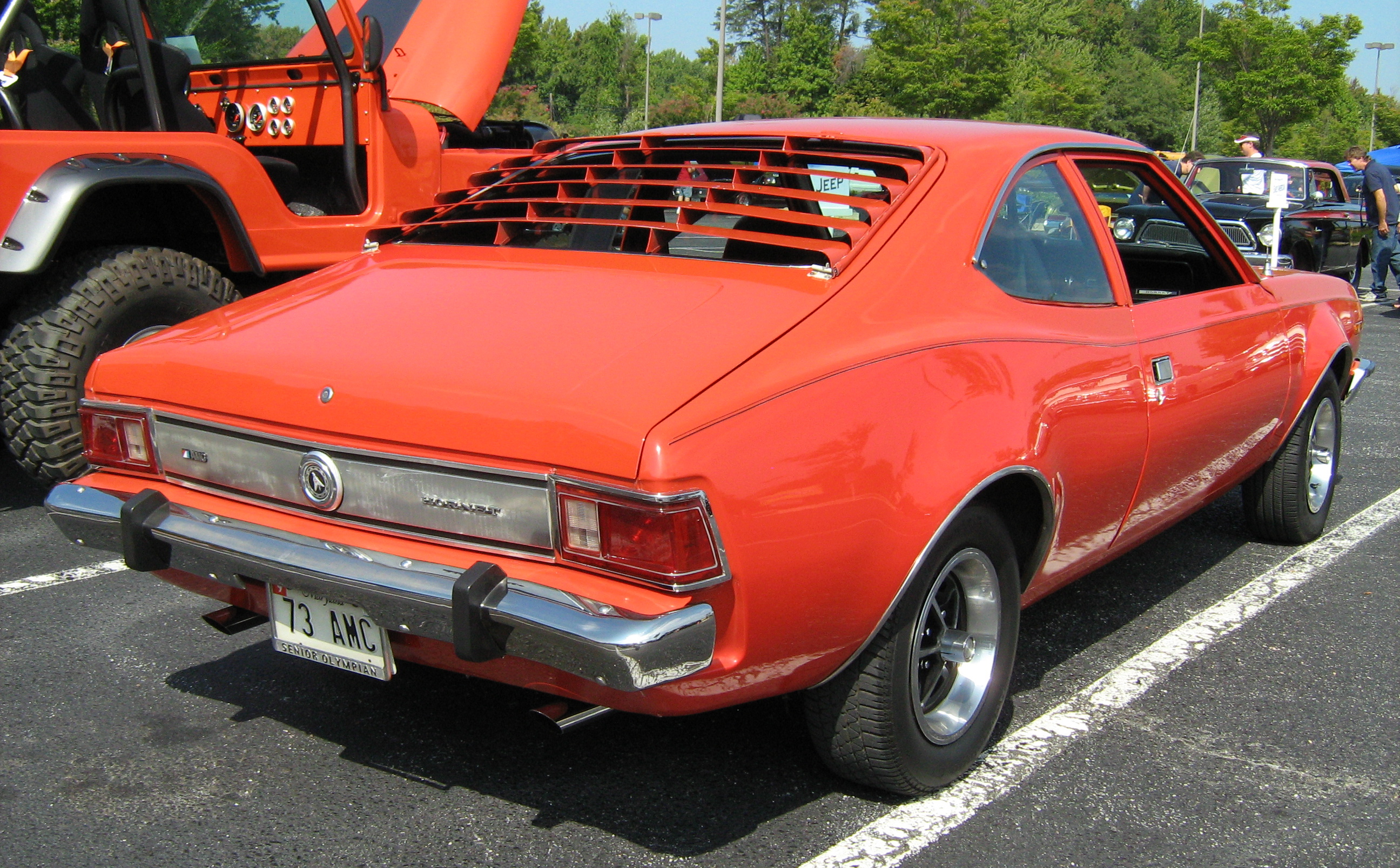
AMC Hornet hatchback V8 de 1973

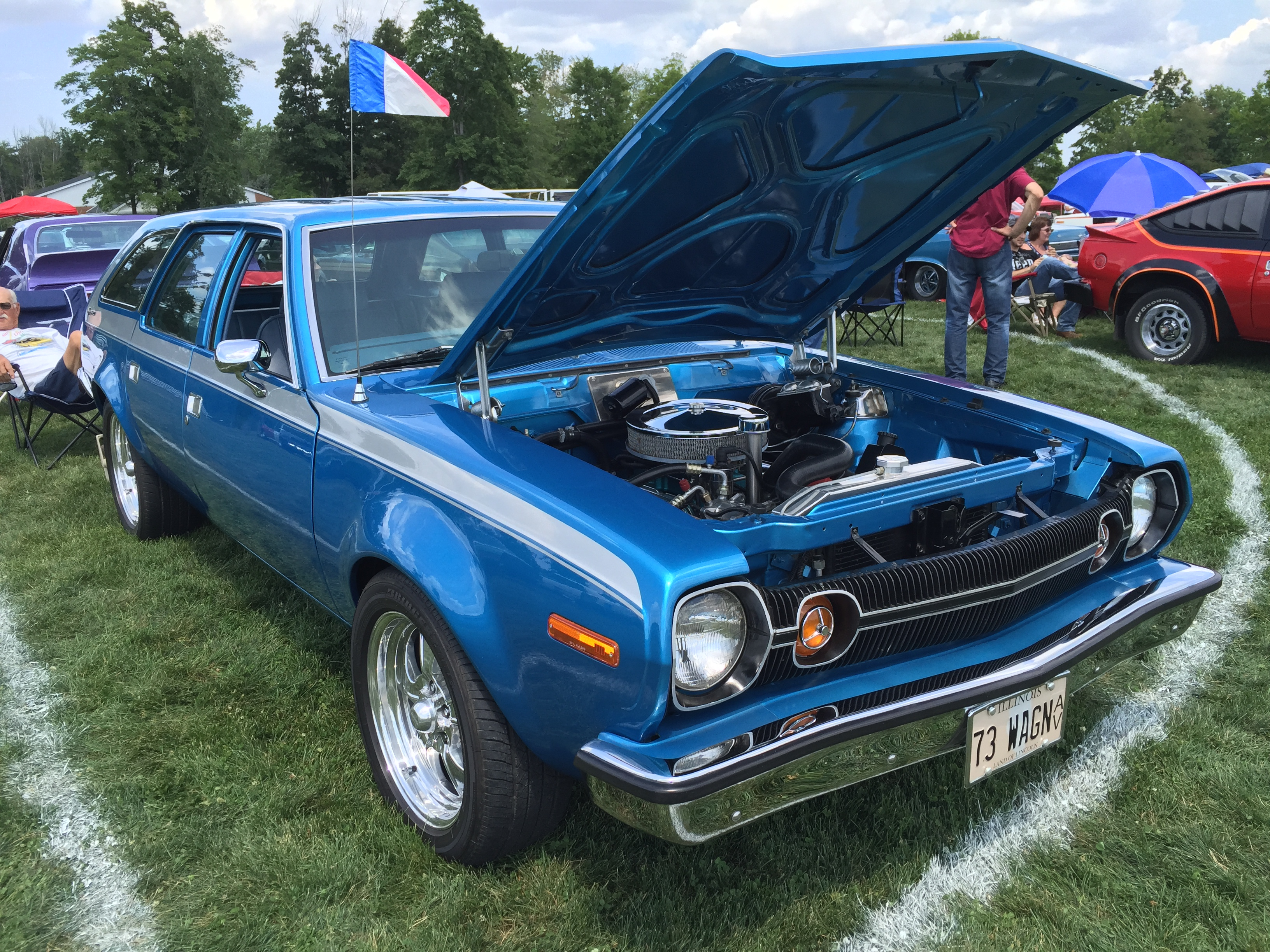
AMC Hornet Sportabout de 1973

Los cambios más visibles entre todos los automóviles AMC para el modelo del año 1973 se incorporaron a la línea Hornet y su nuevo modelo: un hatchback de dos puertas, que se promocionó como "el golpe estilo de 1973". Se introdujo un nuevo diseño del frontal y la carrocería con una parrilla en forma de "V", y con unos guardabarros delanteros rediseñados. El cambio de estilo incorporaba un nuevo sistema de parachoques delantero más grande para absorber la energía de los impactos, con una tira elástica horizontal. La longitud total del Hornet aumentó en 6 pulgadas (15,2 cm).
Para el año modelo de 1973, la designación SST fue eliminada de la línea del Hornet, que pasó a llamarse simplemente Hornet. El hatchback de dos puertas, de reciente introducción, incorporó un asiento trasero abatible para aumentar el volumen de carga de 9.5 a 30.5 pulgadas cúbicas (269 a 864 L). Un piso con bisagras opcional liberaba un espacio de almacenamiento oculto que albergaba un neumático de repuesto de emergencia y que permitía disponer de un área de carga plana de 23 pies cúbicos (650 L). Un accesorio opcional estaba disponible para convertir el área de la ventana trasera abierta en una tienda de campaña con mosquiteros en las ventanas.
La nueva berlina estaba disponible con una opción de tapicería Levi's. Los asientos envolventes en realidad estaban hechos de tela de nailon hilado, en lugar de algodón de mezclilla real, para cumplir con las normas de inflamabilidad, así como ofrecer una mayor resistencia al desgaste y a las manchas. El interior incluía remaches de cobre, costuras con el aspecto tradicional de la ropa vaquera y la etiqueta de los pantalones Levi's, tanto en los respaldos de los asientos delanteros, como en los paneles de las puertas. Así mismo, incorporaba calcomanías "Levi's" en los guardabarros delanteros.
La versión Sportabout recibió un nuevo paquete opcional exclusivo "D/L". Este paquete incluía paneles franjas laterales en la carrocería, un portaequipajes con deflector de aire trasero y asientos individuales reclinables tapizados con tela de felpa. El modelo con la edición Gucci se continuó durante un año más, con cinco opciones de colores exteriores. El paquete "X" estaba ahora disponible solo para el Sportabout en las versiones de cinco puertas. Se incluyó el color coordinado "rally" con franjas laterales, llantas de acero ranuradas con neumáticos Goodyear POLYGLAS, un emblema "X", y un volante deportivo.
Se incorporaron nuevos controles de emisiones a los motores. Las opciones en todos los modelos Hornet incluían dos motores de 6 cilindros: el estándar de 3.8 L (232 plgs³) o una versión de 4.2 L (258 plgs³), así como dos motores V8: el base de 5.0 L (304 plgs³) o el de 5.9 L (360 plgs³) que rendía 175 HP (130 kilovatios). Cualquier modelo del Hornet se podía pedir con el motor 360, carburador de dos cuerpos y caja de cambios automática. La demanda del SC360 había desaparecido en 1973, pero el Hornet seguía siendo un coche relativamente ligero que aceleraba de forma eficaz.
La investigación patrocinada por la Administración Nacional de Seguridad del Tráfico en Carreteras (NHTSA) para mejorar el frente y resistencia al impacto lateral se aplicó por primera vez en vehículos compactos de producción en serie a partir de los Hornet de 1973, que incluía puertas reforzadas diseñadas para soportar 2500 lb (1134 kilogramos) de penetración en las primeras 6 pulgadas (152 mm) de aplastamiento.
AMC, dentro de su exitosa estrategia para mejorar la calidad de sus productos, lanzó una campaña de publicidad con el eslogan: "los respaldamos mejor porque los construimos mejor".

### Hornet (1974)

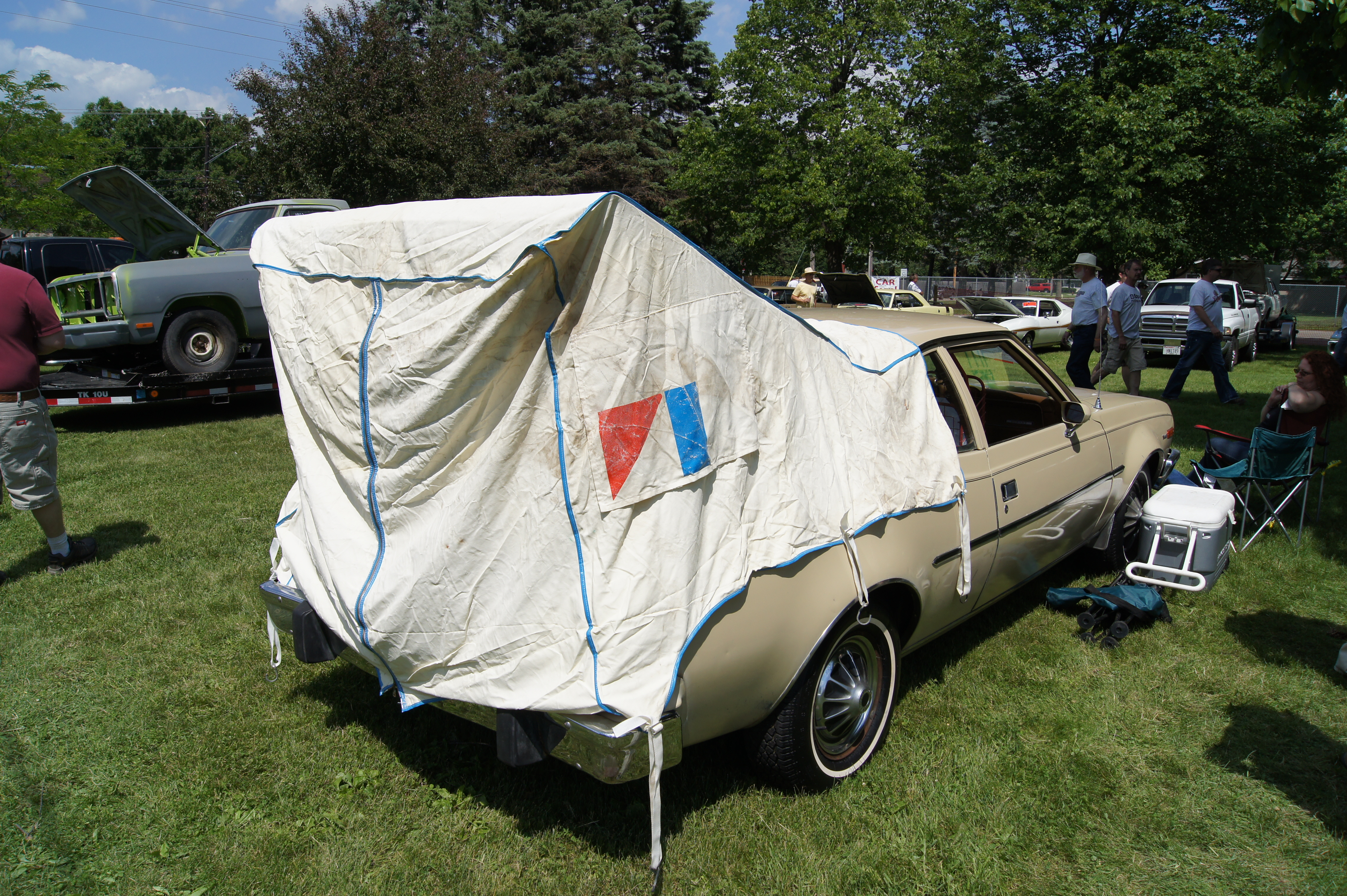
AMC Hornet con tienda de campaña de 1974

Las cuatro versiones del Hornet en 1974 sufrieron cambios mínimos de equipamiento. El parachoques delantero del coche perdió su franja de ancho completo, pero ganó dos paragolpes de goma. Se añadió un parachoques trasero más grande para cumplir con la nueva legislación de resistencia a choques a 5 mph (8 kilómetros por hora) y la placa para colocar la matrícula se movió hacia arriba, a una posición situada entre las luces traseras.
Se incorporaron nuevos cinturones de seguridad como estándar, junto con un nuevo sistema electrónico que requería que los pasajeros del asiento delantero tuvieran el cinturón de seguridad abrochado antes de que el motor arrancase.

### Hornet (1975)

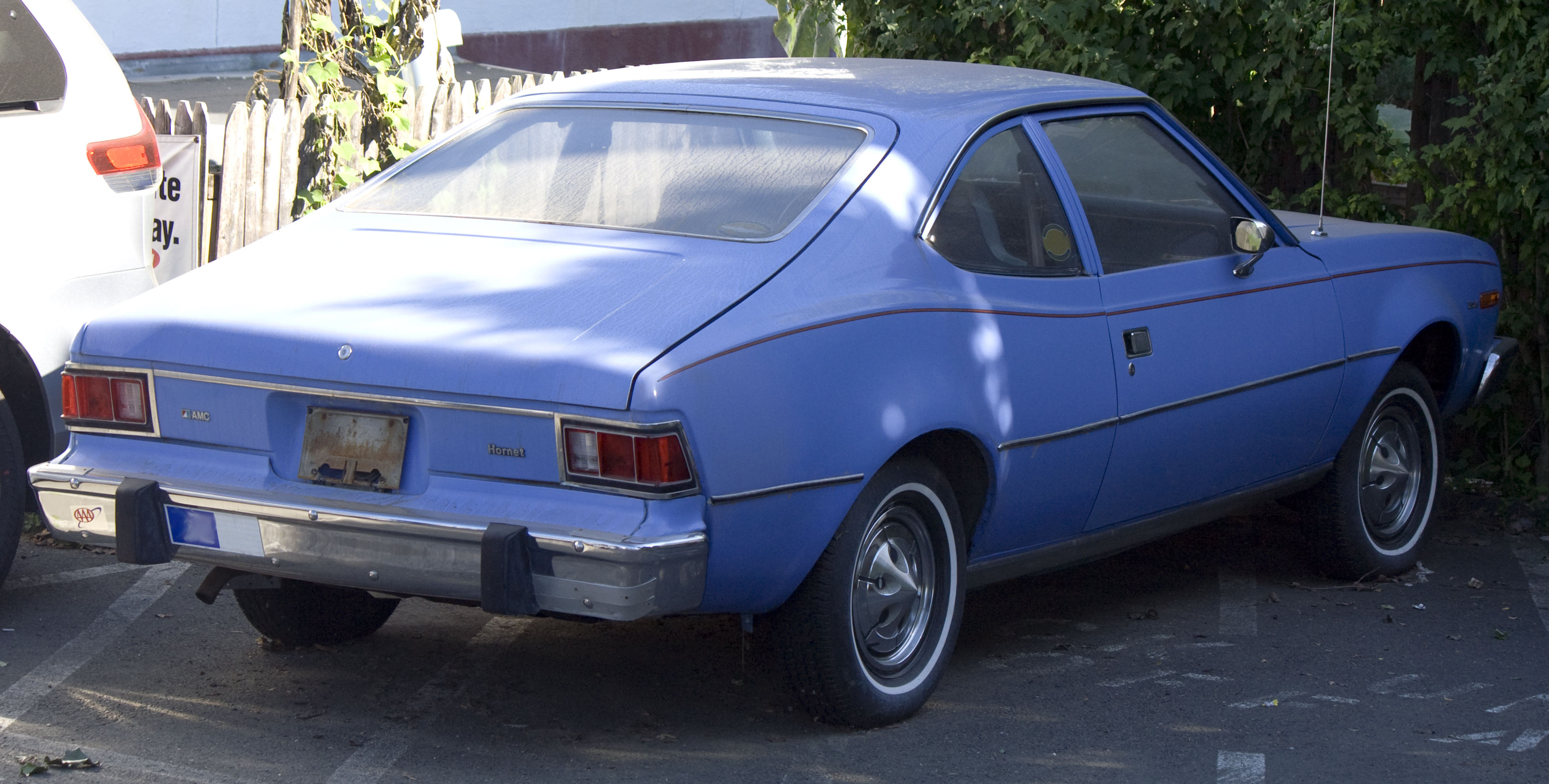
AMC Hornet Hatchback de 232 plgs³ de 1975

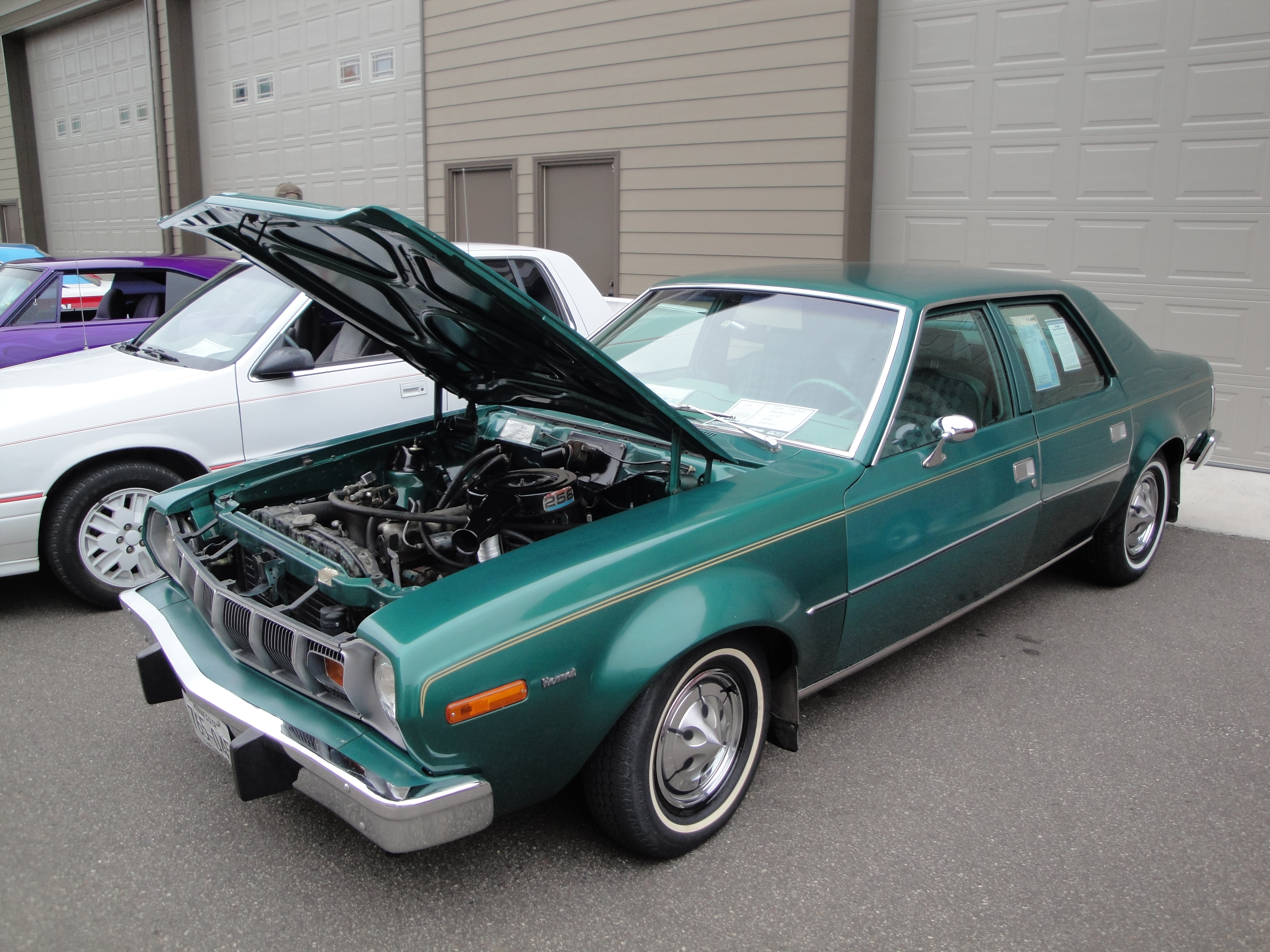
AMC Hornet Sedán de 1975

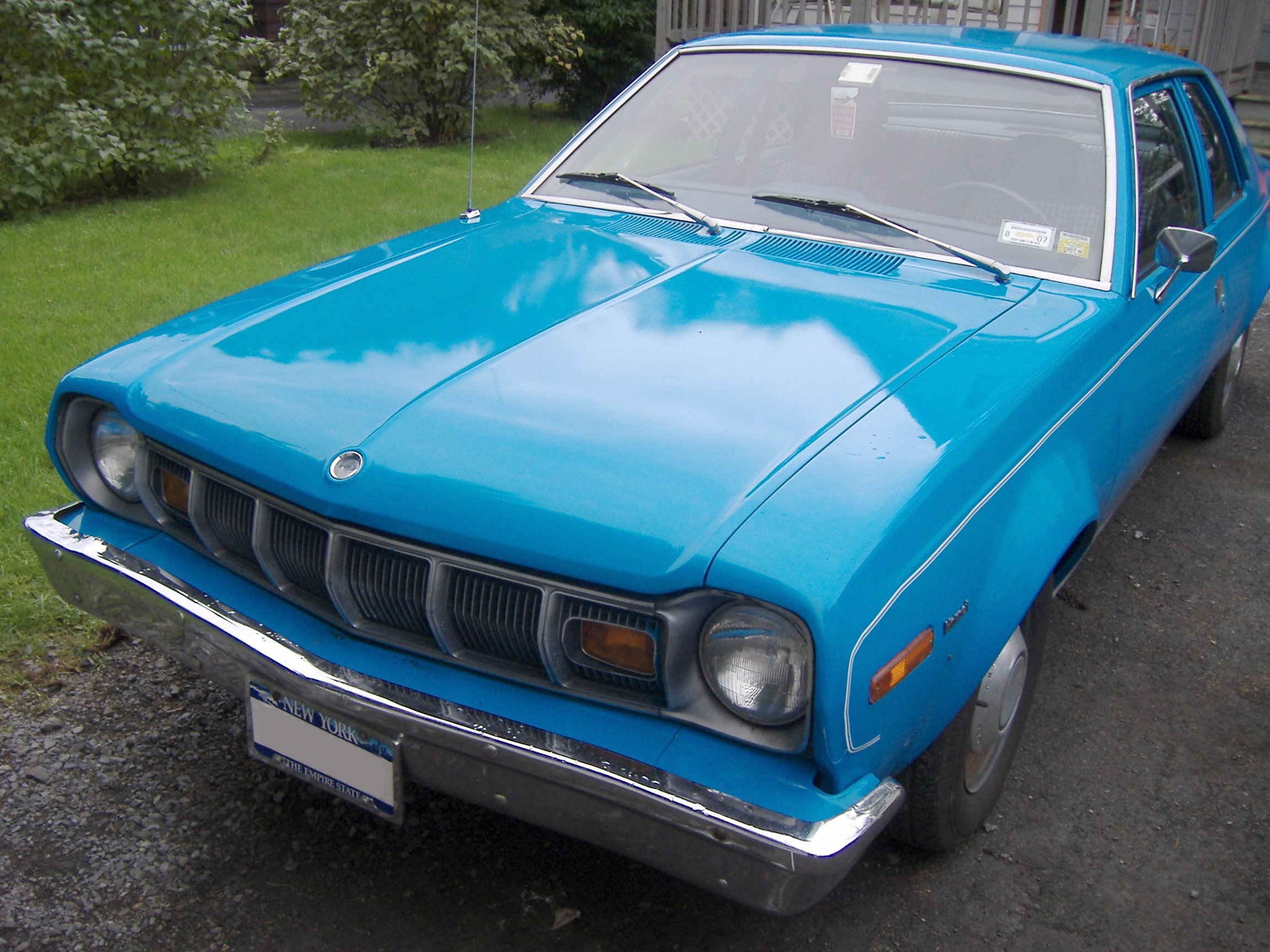
AMC Hornet Sedán de 2 puertas de 1975

Dado que la compañía se estaba centrando en el nuevo Pacer, el AMC Hornet mantuvo la mayor parte de la misma fórmula. Una nueva parrilla con rejilla vertical era el principal cambio. Se incorporó un "paquete Touring" que incluía características especiales de la tapicería y algunos detalles de lujo. En el regreso a su filosofía de coches compactos y económicos, AMC destacó su amplia garantía a través del "Plan de protección del comprador" en la comercialización de los Hornet.
Los Hornet de seis cilindros podían solicitarse con un sistema de transmisión con sobremarcha Laycock de Normanville "tipo J" de origen británico. Opcional en los vehículos con una transmisión manual de tres velocidades, la unidad se controlaba mediante un pulsador en el extremo de la palanca de los intermitentes. La unidad de sobremarcha se activaba automáticamente a velocidades superiores a 35 mph (56 kilómetros por hora), y se desactivaba a las 32 mph (51 kilómetros por hora). También se incluyó un interruptor de pedal de reducción en el acelerador.
Todos los Hornet del mercado de Estados Unidos incorporaron convertidores catalíticos, que requerían el uso de gasolina sin plomo. La advertencia "Sólo combustible sin plomo" se podía ver escrita tanto en el indicador de combustible como en una calcomanía junto a la boca del depósito de combustible. Los consumidores se quejaron sobre el sistema de alarma "que obligaba a usar el cinturón de seguridad", y que fue sustituido en 1975 por una simple alarma sonora y un testugo luminoso.
La economía de EE. UU. estaba experimentando problemas de inflación, y el descenso de las ventas de automóviles nuevos afectó a todos los fabricantes de coches. La industria vendió aquel año un total de 8,2 millones de coches, con una caída de 2,5 millones de unidades con respecto al récord registrado en 1973.

### Hornet (1976)
En su sexto año, AMC fijó el mismo precio para el sedán y el hatchback, con el Sportabout ligeramente más caro. Ese año, se introdujeron el Dodge Aspen y el Plymouth Volare; cuya línea incluía una versión familiar para poner fin al monopolio de AMC.

### Hornet (1977)

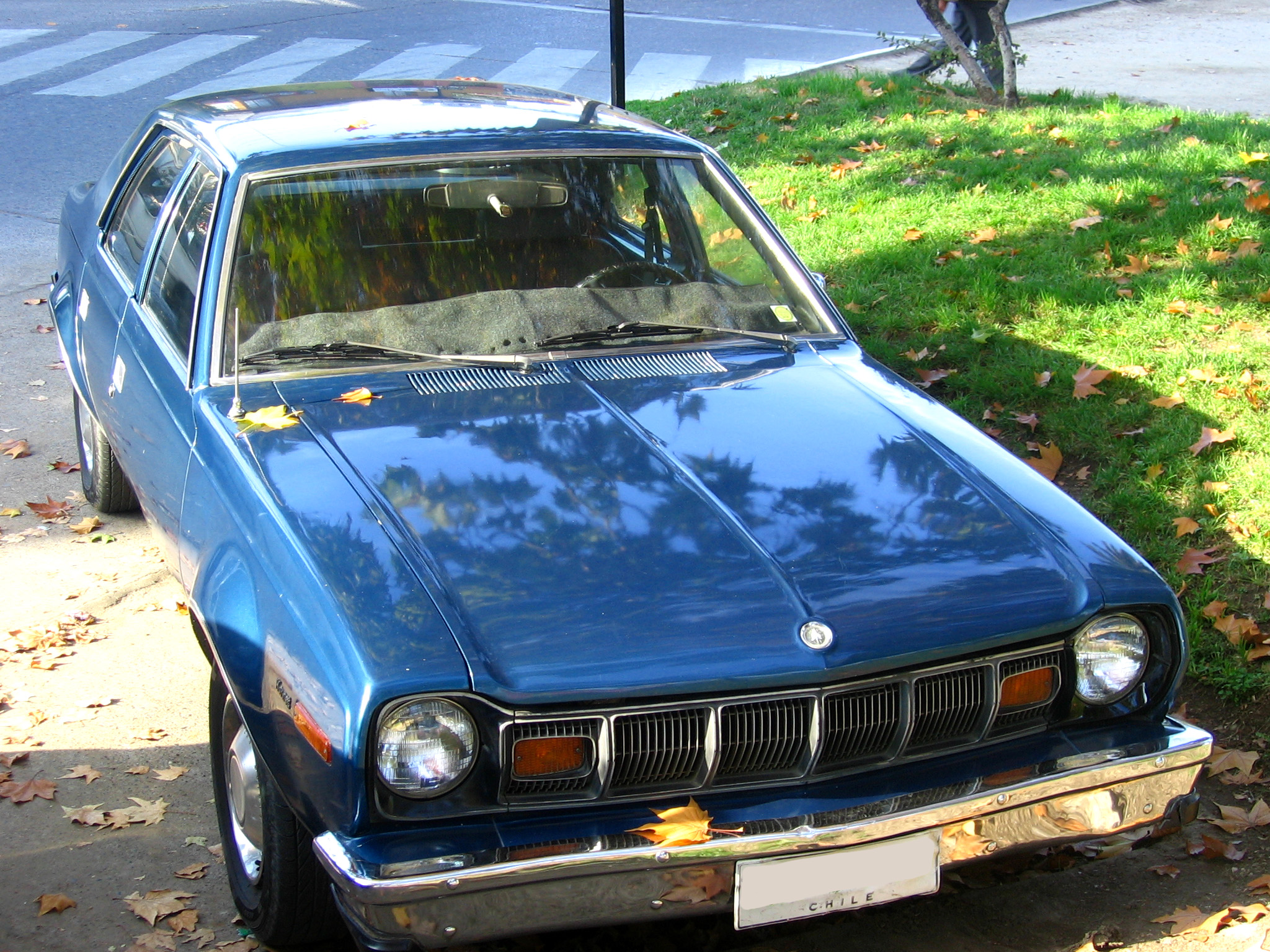
AMC Hornet Sedán de 1977

La línea del Hornet permaneció en gran parte sin cambios para 1977, con las mejoras introducidas en los motores y transmisiones para una mayor eficiencia de combustible y los efectos de las nuevas normas de emisión de óxidos de nitrógeno (NOx). Todas las transmisiones manuales de 3 velocidades tenían la palanca en el piso. También apareció un nuevo modelo "AMX".
En el otoño de 1977, el Hornet fue rediseñado y reformado para convertirse en el Concord de 1978 y ayudó a establecer el segmento de mercado "de lujo compacto". Con su diseño mejorado, nuevos accesorios y más características estándar, el nuevo Concord fue concebido en principio como un modelo exclusivo del Hornet centrado en la economía. Los cambios en la plataforma "junior" de AMC hicieron el nuevo Concord más cómodo y confortable para los compradores que buscaban una imagen de lujo, así como un mayor valor.

#### AMX

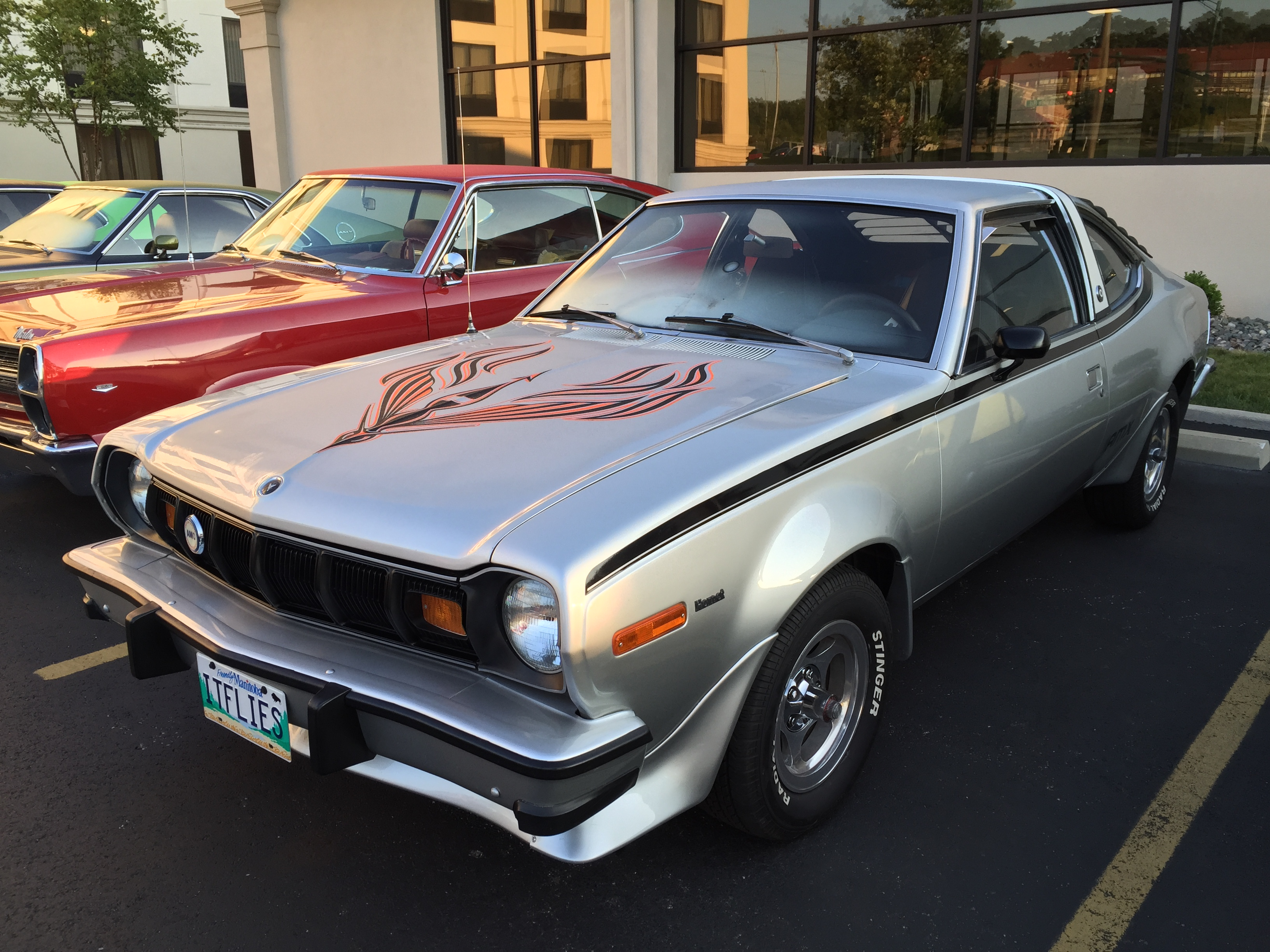
AMC Hornet AMX de 1977

Un nuevo modelo deportivo orientado a las carreras, el AMX, se introdujo para atraer a los compradores de automóviles interesados en el ato rendimiento y a los compradores más jóvenes. El AMX solo estaba disponible con el motor de seis cilindros en línea con una trasmisión de cuatro velocidades manual o automática, o con el motor V8 (pero solo con transmisión automática). Su interior era negro o marrón, actualizado con una consola de estilo "rally", instrumentación con tacómetro y volante deportivo de "tacto suave".
El "Hornet AMX" solo estaba disponible en cuatro colores exteriores que incluían parachoques pintados a juego con una goma envolvente con tira protectora, etiquetas de identificación AMX por delante de las ruedas traseras. Incluía un deflector frontal integrado en las extensiones del guardabarros delantero, guardabarros traseros rebajados, ruedas deportivas de aluminio cepillado, techo "Targa", una banda sobre los pilares B y el techo, y con las rejillas de la ventana de puerta trasera en negro. Las opciones incluían ruedas de aluminio pulidas y grandes calcomanías Hornet en el capó y la tapa del maletero. Este modelo marcó el regreso de un nombre famoso que evocaba el AMX, un coche deportivo original del AMC.

## AMC Hornet (Venezuela)
En Venezuela, el Hornet fue ensamblado hasta 1977 por la empresa Constructora Venezolana de Vehículos, S.A. con carrocerías sedán de dos y cuatro puertas, así como en la versión ranchera Sportabout. Inicialmente, no había un acabado específico, pero a partir de 1973 se aplicó la versión SST, añadiéndose en 1976 la opción Barcelona. Los motores fueron inicialmente los de 3.8 L (232 plgs³) y, a partir de 1974, los de 4.2 L (258 plgs³), identificados en el coche con una calcomanÍa a la derecha de la placa trasera que decía "4.2 litre". En los últimos años, los AMC en Venezuela se vendían en la red comercial Renault, preludiando el acuerdo que en 1984 hizo a la Renault propietaria del 49% de AMC. En 1978, AMC practicó un completo rediseño-actualización al Hornet, que pasó a llamarse Concord, y en 1981, añadió la tracción Quadra Trac a las cuatro ruedas para crear la gama Eagle. La mezcla entre diversas carrocerías y niveles de equipamiento se hizo un poco compleja de entender, pero la gama Hornet-Eagle se mantuvo en producción hasta 1984.

## Película de James Bond

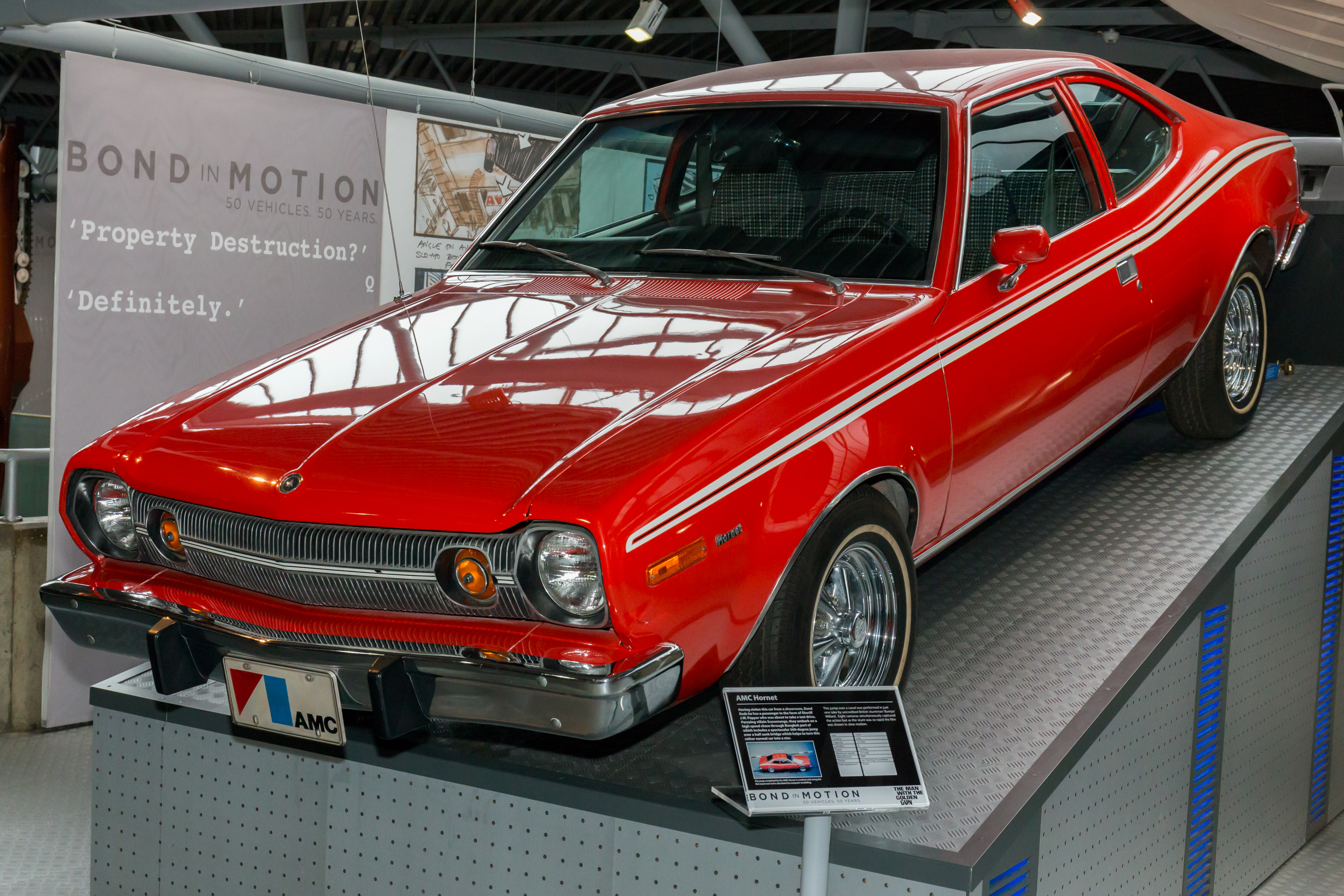
El Hornet X Hatchback de 1974 que aparecía en El hombre de la pistola de oro, exhibido en el National Motor Museum, Beaulieu

Como parte de una importante operación de publicidad por emplazamiento, un Hornet X Hatchback de 1974 aparecía en la película de James Bond: El hombre de la pistola de oro, donde el actor Roger Moore hizo su segunda aparición como agente secreto británico.
La "secuencia más espectacular" de la película comienza con el sheriff J.W. Pepper que está de vacaciones en Tailandia con su esposa, mientras está admirando un nuevo AMC Hornet rojo en una sala de un concesionario de Bangkok, y está a punto de probar el coche. La acción comienza cuando James Bond "toma prestado" el Hornet del concesionario con Pepper dentro, para iniciar una persecución con el coche. Poco después, con Bond al volante y Pepper a su lado, el Hornet realiza una "pirueta en el aire que obliga a contener la respiración mientras realiza un salto a través de un puente de madera roto".
El coche con el que se realizó la acrobacia se modificó significativamente, dotándolo de un chasis rediseñado para colocar el volante en el centro y en una posición más baja, así como pasos de rueda más grandes en comparación con el Hornet original utilizado en todas las demás tomas de la película. El tirabuzón girando en el aire en 360 grados fue capturado en una sola secuencia de filmación. Se realizaron siete pruebas antes del salto realizado por un especialista británico "Bumps" Williard (que no figura en los créditos de la película), con seis (u ocho, según la fuente) cámaras rodando simultáneamente. Se colocaron dos submarinistas en el agua, así como un vehículo de emergencia y una grúa listos para actuar, pero finalmente no fueron necesarios. Se recurrió al Cornell Aeronautical Laboratory (CAL) para el modelado por computadora necesario para calcular con precisión la trayectoria del coche. El modelado requería un peso 1460,06 kg (3219 lb) del automóvil y el conductor, los ángulos exactos y la distancia de 15,86 metros (17 yd) entre las rampas, así como una velocidad de lanzamiento de 64,36 kilómetros por hora (40 mph).
Este truco fue adaptado del espectáculo Astro Spiral Javelin de Jay Milligan, que incluía saltos realizados en emocionantes números patrocinados por AMC en ferias de los EE. UU. y grandes estadios como el Houston Astrodome, donde también se utilizaron modelos Gremlin y Hornet para conducir en círculos sobre sus dos ruedas laterales sobre la arena. Usando exactamente el mismo diseño de rampa, los artistas de cine hicieron que las rampas parecieran convincentemente como un viejo puente destartalado que se estaba cayendo a pedazos. El director de la película arruinó el efecto espiral continuo del truco, pues al cortar las tomas de la cámara cuando el automóvil estaba en el aire, parece una toma trucada para poner el automóvil al revés en lugar de un salto real continuo.
Meses de arduo trabajo entraron en la escena que dura solo quince segundos en la película. El libro Guinness World Records 2010 describía este "salto revolucionario" como la "primera astro espiral utilizada en una película" y lo incluyó en el tercer lugar entre las diez mejores acrobacias cinematográficas de James Bond.
El Bond Hornet real se conservó en Museo Nacional del Motor de Beaulieu en Hampshire (Reino Unido), junto con otros artículos famosos propiedad de la Fundación Ian Fleming y utilizados en las películas de 007. En 2017, el museo subastó el automóvil de acrobacias "en funcionamiento y en condiciones de saltar".
El AMC Hornet es uno de los coches de James Bond favoritos de Hagerty para los coleccionistas de coches clásicos con un presupuesto limitado. Hay disponibles varios modelos a escala del AMC Hornet que incluyen las versiones hatchback de James Bond fabricadas por Corgi Toys y Johnny Lightning.